# Sør-Fron
Sør-Fron est une kommune de Norvège. Elle est située dans le comté d'Innlandet.